# Castlelaw Hill
Castlelaw Hill är en kulle i Storbritannien.   Den ligger i kommunen Midlothian och riksdelen Skottland, i den centrala delen av landet, 500 km norr om huvudstaden London. Toppen på Castlelaw Hill är 488 meter över havet, eller 225 meter över den omgivande terrängen. Bredden vid basen är 5,3 km.
Terrängen runt Castlelaw Hill är platt österut, men västerut är den kuperad.Runt Castlelaw Hill är det tätbefolkat, med 297 invånare per kvadratkilometer. Närmaste större samhälle är Edinburgh, 9,5 km norr om Castlelaw Hill. Trakten runt Castlelaw Hill består i huvudsak av gräsmarker.